# Vihamaafaru
Vihamaafaru  est une petite île inhabitée des Maldives. Son nom signifie « récif du grand poisson » en divehi.

## Géographie
Vihamaafaru est située dans le centre des Maldives, au Nord-Ouest de l'atoll Ari, dans la subdivision de Alif Alif. 